# Iturama
Iturama est une municipalité brésilienne de l'État du Minas Gerais et la microrégion de Frutal.

## Histoire
Il existe plusieurs traductions du nom de la ville, toutes dérivées des langues tupi. Selon les interprétations de Joaquim Ribeiro Costa, José Carvalho et Cônego Osório, Iturama (yty-terama) signifie «région des chutes d'eau».

## Géographie
Iturama se trouve à 635 km au nord-ouest de São Paulo et à 750 km à l'ouest de Belo Horizonte.
La municipalité s'étend sur 1 404,7 km2.

## Transports
Iturama possède une gare routière.

## Maires
| Période | Période  | Identité                       | Étiquette | Qualité    |
| ------- | -------- | ------------------------------ | --------- | ---------- |
| 2009    | 2016     | Claudio Tomas de Freitas       | PSC       | Dentiste   |
| 2017    | 2020     | Anderson Bernardes de Oliveira | PSDB      | Commercial |
| 2021    | En cours | Claudio Tomas de Freitas       | PSC       | Dentiste   |